# Múlafoss
Múlafoss – islandzki wodospad osiągający 101 m wysokości. Położony jest w pobliżu początku kanionu Múlagljúfur, na wschodniej stronie lodowca Öræfajökull, niedaleko jeziora Jökulsárlón. Wodospad spada z wysokości około 100 metrów w kilku kaskadach, przy czym największy spadek to ostatni, 54-metrowy. Znajduje się on na strumieniu Rótarfjallsá.